# جوناثان هيرشي
جوناثان هيرشي مواليد 2 فبراير 1986، هو سائق سباقات سويسري بدأ مسيرته في سنة 2012. شارك في سباق لو مان 24 ساعة. تنافس في سباقات الرالي وكان أول رالي له هو رالي فرنسا 2012. تنافس في بطولة العالم للراليات.

## روابط خارجية
- جوناثان هيرشي على موقع DriverDB.com (الإنجليزية)
- جوناثان هيرشي على موقع eWRC-results.com (الإنجليزية)